# Championnat de Yougoslavie de football 1935-1936
Navigation
Saison précédente Saison suivante
La saison 1935-1936 du Championnat de Yougoslavie de football était la treizième édition du championnat de première division en Yougoslavie. Quatorze clubs prennent part à la compétition, qui se déroule sous forme de coupe.
C'est le club du BSK Belgrade, double tenant du titre, qui remporte à nouveau la compétition, en battant le FK Slavija en finale du championnat. C'est le 4e titre de champion de Yougoslavie de l'histoire du club.

## Compétition

### Huitièmes de finale
| Équipe 1             | Résultat | Équipe 2                 | Aller | Retour |
| -------------------- | -------- | ------------------------ | ----- | ------ |
| BSK Belgrade         | 6 - 2    | FK Radnički Kragujevac   | 2 - 1 | 4 - 1  |
| Ilirija Ljubljana    | 6 - 0    | Concordia Zagreb forfait | 3 - 0 | 3 - 0  |
| Krajišnik Banja Luka | 6 - 0    | Hajduk Split forfait     | 3 - 0 | 3 - 0  |
| FK Slavija           | 5 - 4    | Crnogorac Cetinje        | 3 - 3 | 2 - 1  |
| Građanski Skopje     | 6 - 1    | Građanski Niš            | 2 - 1 | 4 - 0  |
| NAK Novi Sad         | 7 - 3    | ZAK Velika Kikinda       | 4 - 0 | 3 - 3  |
| Slavija Osijek       | 5 - 0    | ZAK Subotica             | 1 - 0 | 4 - 0  |

### Quarts de finale
| Équipe 1          | Résultat | Équipe 2             | Aller | Retour |
| ----------------- | -------- | -------------------- | ----- | ------ |
| Ilirija Ljubljana | 7 - 2    | Krajišnik Banja Luka | 3 - 1 | 4 - 1  |
| FK Slavija        | 11 - 3   | Građanski Skopje     | 1 - 2 | 10 - 1 |
| NAK Novi Sad      | 6 - 0    | Slavija Osijek       | 4 - 0 | 2 - 0  |

- Le BSK Belgrade est exempt et accède donc directement aux demi-finales.

### Demi-finales
| Équipe 1     | Résultat | Équipe 2          | Aller | Retour |
| ------------ | -------- | ----------------- | ----- | ------ |
| BSK Belgrade | 6 - 2    | Ilirija Ljubljana | 3 - 1 | 3 - 1  |
| FK Slavija   | 4 - 2    | NAK Novi Sad      | 1 - 1 | 3 - 1  |

### Finale
| Équipe 1     | Résultat | Équipe 2   | Aller | Retour |
| ------------ | -------- | ---------- | ----- | ------ |
| BSK Belgrade | 2 - 1    | FK Slavija | 1 - 1 | 1 - 0  |

## Bilan de la saison
| Championnat de Yougoslavie de football 1935-1936                        |                         |
| Champion                                                                | BSK Belgrade (4e titre) |
| Promotions et relégations                                               |                         |
| Promus en Prva Liga                                                     | Aucun                   |
| Relégués en Championnat de Yougoslavie de football de deuxième division | Aucun                   |